# Eva Turner
Eva Turner (Oldham, 10 maart 1892 - 16 juni 1990) was een Brits sopraan. Ze verwierf internationale bekendheid gedurende haar zangcarrière.

## Biografie
Turner werd geboren in Oldham, een stad in Engeland. Haar eerste normale zanglessen werden gegeven door Dan Rootham, die ook zangles gaf aan de contralto Clara Butt. Van 1911 tot 1914 studeerde ze aan de Royal Academy of Music in Londen. Ze begon haar carrière als koorzangeres met de Carl Rosa Opera Company, welk als doel had om de opera te vertegenwoordigen in Londen en ook in andere delen van Groot-Brittannië. Ze nam steeds grotere rollen op zich, zoals ook madame Butterfly in de opera Madama Butterfly, Micaela in Carmen en Santuzza in Cavalleria rusticana.
Na een auditie voor La Scala in 1924 werd ze ingezet door de dirigent Arturo Toscanini als Freia en Sieglinde voor de La Scala-versie van Der Ring des Nibelungen. De rol waar zij het meest bekend mee is geworden was de rol in de Italiaanse opera van Giacomo Puccini, Turandot. Hierin speelde ze de Chinese prinses Turandot. Tijdens de première van deze opera in 1926 in La Scala zat ze in het publiek. Zelf zong ze de opera voor het eerst in december dat jaar in het theater van Brescia. De daaropvolgende jaren speelde ze het op diverse locaties. In 1929 speelde ze de opera in La Scala, het theater waar ze Turandot voor het eerst zag en hoorde.
Toen de Engelse componist Ralph Vaughan Williams zijn Serenade to Music schreef voor 16 solozangers schreef hij regels voor vier sopranen, waaronder Eva Turner. Hij plaatste de regels van Turner apart van de andere drie sopranen, zodat haar krachtige stem duidelijker naar voren kon komen.
In 1948 stopte Turner met optreden. Het daaropvolgende jaar werd haar een functie aangeboden op de Universiteit van Oklahoma als stemdocente. Ze ging akkoord met een contract van één jaar, die later werd verlengd tot negen jaar. Hierna ging ze naar Londen (in 1959), waar ze aan de slag ging op de Royal Academy of Music (waar ze eerst zelf gestudeerd had) als hoogleraar zang. Dit deed ze tot ze in de tachtig was. Haar manier van lesgeven bracht enkele succesvolle studenten voor, zoals Kiri Te Kanawa.
In 1962 werd Turner "Dame Commander of the Order of the British Empire". Ze overleed op 16 juni 1990, op 98-jarige leeftijd.